# پرنده پیرس
پرنده پیرس (انگلیسی: Pierce Bird؛ زادهٔ ۱۶ آوریل ۱۹۹۹) بازیکن فوتبال اهل بریتانیا است.
از باشگاه‌هایی که در آن بازی کرده‌است می‌توان به باشگاه فوتبال نوتس کانتی و باشگاه فوتبال لیک تاون اشاره کرد.
وی همچنین در تیم ملی فوتبال زیر ۲۱ سال ایرلند شمالی بازی کرده‌است.